# Anul 1.000.000 înaintea erei noastre
Anul 1.000.000 înaintea erei noastre (în engleză One Million B.C., cunoscut și ca Cave Man, Man and His Mate sau Tumak) este un film american fantastic din 1940 regizat de Hal Roach.  Rolurile principale au fost interpretate de actorii Victor Mature, Carol Landis și Lon Chaney Jr. Scenariul este scris de Mickell Novack, George Baker și Joseph Frickert. A avut premiera la 5 aprilie 1940.

## Prezentare
Gonit din tabăra sa, vânătorul Tumak se refugiază în mijlocul unui trib aparent mai civilizat. Aici întâlnește o fată, Loana, care începe să-l învețe bunele maniere. Cu toate acestea, din cauza unei lupte, Tumak este din nou alungat, iar el și Loana decid să se întoarcă în locurile lor natale.

## Distribuție
- Victor Mature - Tumak
- Carole Landis - Loana
- Lon Chaney Jr. - Akhoba
- Conrad Nagel - Bearded narrator in cave
- John Hubbard - Ohtao
- Nigel De Brulier - Peytow
- Mamo Clark - Nupondi
- Inez Palange -  Tohana
- Edgar Edwards - Skakana
- Jacqueline Dalya - Soaka
- Mary Gale Fisher - Wandi
- Norman Budd - Rock tribe member
- Harry Wilson - Rock tribe member
- John Northpole - Rock tribe member
- Lorraine Rivero - Rock tribe member
- Harold Howard - Rock tribe member

## Producție
"Dinozaurii" văzuți în film includ un porc într-un costum Triceratops de cauciuc, un om în costum Allosaurus, elefanți cu colți și blănuri false, un armadillo cu coarne lipite, un pui de aligator cu velă lipită pe spate ca de Dimetrodon (Gatorsaurus), un rhinoceros iguana, un șarpe, o coati, o șopârlă monitor și un tegu argentinian negru și alb.

## Lansare și primire
Filmul a fost nominalizat la două categorii ale Premiilor Oscar din 1941: cea mai bună coloană sonoră (Werner R. Heymann) și cele mai bune efecte speciale (Roy Seawright, Elmer Raguse).
Numeroasele filmări nefolosite au fost utilizate de multe companii de-a lungul anilor de către producătorii care doreau să economisească bani pe efecte costisitoare în filmele cu dinozauri. Secvențe din acest film au apărut în numeroase filme în anii 1940, 1950 și 1960. Aceste filme sunt: Tarzan's Desert Mystery (1943), unul din capitolele serialului Superman (1948), Atom Man vs. Superman (1950), Two Lost Worlds (1950), The Lost Volcano (1950; seria Bomba, the Jungle Boy), versiunea americană a Godzilla Raids Again, Jungle Manhunt (1951; seria Jungle Jim), Smoky Canyon (1952), episodul Yesterday's World al The Schaefer Century Theatre (1952), Untamed Women (1952), Robot Monster (1953), The Lost Planet (1953), King Dinosaur (1955), Three Stooges's Space Ship Sappy (1957), Teenage Cave Man (1958), She Demons (1958), Valley of the Dragons (1961), Journey to the Center of Time (1967), Horror of the Blood Monsters (1970; în culori), filmele mexicane Island of the Dinosaurs ('La Isla De Los Dinosaurios" 1967), Adventure at the Center of the Earth ("Aventura al centro de la tierra"; 1966) și The Ghost Jesters ("Los fantasmas burlones"; 1964), One Million AC/DC (1970), TerrorVision și Attack of the B Movie Monster (1989).